# Sitz Königsberg
Der Sitz Königsberg ist eine abgegangene Wasserburg in dem niederbayerischen Markt Gangkofen im Landkreis Landshut. Die Anlage wird als Bodendenkmal unter der Aktennummer D-2-7541-0100 als „untertägige mittelalterliche und frühneuzeitliche Befunde und Funde im Bereich des abgegangenen Wasserschlosses in Gangkofen (‚Sitz Königsberg‘)“ geführt. 1803 wird Königsberg als einer von 21 Sitzen im Bereich des Gerichtes Eggenfelden genannt.

## Baulichkeit
Der Sitz Königsberg war eine Niederungsburg bzw. eine Wasserburg, unmittelbar südlich der Bina gelegen. Auf dem  Urkataster von Bayern ist deutlich ein 18 bis 35 m breiter Wassergraben zu erkennen, der den Sitz auf einer fast quadratischen Insel umgab. Der Wassergraben ist abgekommen und durch den vollständig überbauten Sitz führt heute eine Straße.